# Nichts Neues
Die Kurzgeschichte Nichts Neues von Elisabeth Langgässer, die 1947 in „Der Torso“ erschienen, behandelt den Vergleich zwischen dem Zweiten Weltkrieg und den koreanischen Märtyrerakten.

## Inhalt
Die Geschichte spielt am Spreetunnel der Berliner Untergrundbahn. Von hier aus müssen die Fahrgäste einer Bahn zu Fuß weitergehen, da dieser Streckenabschnitt durch die Kriegshandlungen mit Wasser vollgelaufen ist.
Die Fahrgäste gehen aneinander gedrängt in Richtung einer Brücke. Dabei hört ein Soldat einem Gespräch zwischen einem alten Mann und seinem Begleiter zu, die vor ihm gehen. In diesem Gespräch geht es um die Ermordung von Menschen sowie deren grausame Folterungen. Der Soldat versteht dies jedoch falsch, da er dies mit dem Zweiten Weltkrieg, also mit den Konzentrationslagern in Auschwitz und Buchenwald, dem Stettiner Prozess oder den Geschwistern Scholl in Verbindung bringt.
Erst am Ende erfährt man, worum es wirklich in dem Gespräch ging. Als der alte Mann sich von seinem Begleiter verabschiedet, fragt der Soldat die beiden, wovon sie denn geredet hätten, und erfährt so, dass es keineswegs um den Zweiten Weltkrieg ging, sondern um die koreanischen Märtyrerakte hundert Jahre zuvor.

## Interpretationsansatz
Die Kurzgeschichte ist in der auktorialen Erzählperspektive geschrieben, das heißt, der allwissende Erzähler weiß die ganze Zeit, wovon das Gespräch handelt und löst es erst am Ende auf, wodurch Spannung erzeugt wird.
Schon im ersten Satz „Der Spreetunnel, den die Verrückten bei der Eroberung…“ wird deutlich, dass die Kurzgeschichte entweder in der Zeit des Nationalsozialismus spielt oder kurz danach und auch, dass die Autorin die damals geschehenen Handlungen der Nazis verurteilt („Verrückte“).
In dieser Kurzgeschichte beschreibt die Autorin, wie ein Soldat ein Gespräch zwischen einem alten Mann (Gefängnispfarrer) und dessen Begleiter belauscht. Der Soldat versteht das Gespräch jedoch völlig falsch, da er aufgrund der damaligen Zeit sowie aufgrund seiner Erfahrungen als Soldat alles auf die Ermordungen des Zweiten Weltkrieges bezieht und nicht auf das, worum es wirklich geht und von dem er scheinbar nicht weiß – den koreanischen Märtyrerakten.
Ebenso wird hier die Frage gestellt, was denn Sieg und Niederlage bedeuten. Eine Antwort bekommt der Leser jedoch nicht. Doch kann man sagen, dass man aus einer Niederlage immer auch positive Konsequenzen ziehen kann, von denen man auch lernen kann, doch dies tut niemand in der Gesellschaft, so äußert sich der alte Mann am Ende des Gespräches. Die Menschen rennen immer wieder in ihr Unglück hinein, begehen dieselben schrecklichen Taten noch einmal (siehe Zweiter Weltkrieg), obwohl sie andere schreckliche Taten schon einmal hundert Jahre zuvor begangen haben (siehe koreanische Märtyrerakte).
Die Aussage könnte daher, auch auf die Überschrift bezogen, sein, dass die Menschen keine Konsequenzen aus ihrem Handeln ziehen und weder ihre Fehler erkennen noch etwas gegen sie unternehmen. Dies war nicht nur ein Problem der Zeit des Nationalsozialismus, sondern auch schon hundert Jahre zuvor und ist es auch noch heute.

## Schlüsselthemen
Die Kurzgeschichte spielt in der Nazizeit und behandelt den Vergleich des Zweiten Weltkrieges mit den koreanischen Märtyrerakten, die vor hundert Jahren stattfanden. Dies lässt sich daran erkennen, dass der alte Mann seinem Begleiter die ganze Zeit etwas von diesen Märtyrerakten erzählt, der Soldat, der dieses Gespräch belauscht, dies aber nicht weiß und somit denkt, dass sie von den grausamen Handlungen während des Zweiten Weltkrieges sprechen.
Die Handlungen waren anscheinend ähnlich, sodass es zu einem Missverständnis kommt, da vielleicht der Soldat noch nie etwas von diesen Märtyrerakten gehört hat und nur das kennt, was im Zweiten Weltkrieg mit den Juden geschah.
Ein weiteres Schlüsselthema ist außerdem die Erkenntnis der Autorin, dass die Menschen nicht aus ihren Fehlern lernen und nichts an ihrem Verhalten anderen Menschen gegenüber ändern.

## Rezeption in der Literaturwissenschaft
Laut Harald Kloiber ist die Grundkonstellation der Erzählung Nichts Neues – der Erzähler belauscht ein Gespräch – ein häufiges Thema in Langgässers Werk. In der Erzählung werde die Verfolgung von Minderheiten nicht als singuläres Phänomen des Nationalsozialismus aufgefasst, sondern im Vergleich mit der Christenverfolgung in Korea „als eine generelle, in der Natur des Menschen vorgeprägte Erscheinung, die einen Exzeß, ein extremes Abweichen von der als Norm verstandenen Mitmenschlichkeit darstellt.“ Diese Abweichung resultiere aus einem Machtgefälle, das den Mächtigen korrumpiere und eine Kettenreaktion auslöse, die zu Hemmungslosigkeit gegenüber den Schwächeren führe. Die äußerste Steigerung dieser Abweichung sei für Langgässer der Krieg.
Manfred Durzak führte die in der Erzählung vorgeführte „aus allen Moralbindungen entlassene wölfische Natur des Menschen“ auf Langgässers religiöse Perspektive zurück, nach der die „grundsätzliche Verderbtheit des Menschen“ nur durch eine „Gnade Gottes“ zu erlösen sei. Doch führe die Einordnung der nationalsozialistischen Gräueltaten in „das Zerstörungsbild eines monumentalen Golgathas der Geschichte“ gleichzeitig zu ihrer Nivellierung. Durzak überzeugte die „analytische Kraft ihres Erzählens“ weit mehr als der „heilsgeschichtliche Hintergrund“ Langgässers. Für Volker C. Dörr zeigt Langgässers Erzählung Nichts Neues, dass sich „aus zyklischen Geschichtsauffassungen politisch problematische Relativierungen der jüngsten Zeitgeschichte ableiten lassen“. Er fühlt sich dabei an Hermann Kasacks Roman Die Stadt hinter dem Strom erinnert.